# Антиповський бір
Антиповський бір (рос. Антиповский бор) — комплексна пам'ятка природи регіонального значення, територіально розташована у Шолоховському районі Ростовської області. Статус особливо охоронюваної природної території наданий згідно з Постановою Ростовської області від 19 жовтня 2006 року № 418. За збереження та функціонування урочища відповідає Міністерство природних ресурсів і екології Ростовської області.

## Історія
Антиповський бір відомий насадженнями сосни звичайної — вік дерев перевищує сотню років. Лісорозведення на цій степовій території розпочато у 1905 році, коли один з хутірських вчителів — Степан Андрійович Кондрашов — самостійно привозив саджанці. Закладені вони були на землях різнотравно-типчаково-ковилового степу. До місця, де були висаджені ці саджанці, зараз примикають хвойні масиви, зі східної сторони це територія площею 20 тисяч га Вешенського лісгоспу, а з західної сторони — 15 тисяч га Казанського лісгоспу.
Територія Антиповського бору має водоохоронне, наукове, природоохоронне, водорегулююче значення. Урочище утворено 23 листопада 1977 року згідно з Рішенням РВК № 363.

## Опис
Заповідна територія розташована на схід від хутора Дубровського, поблизу хутора Антиповського, на лівому березі річки Решетовки. 15 кілометрів розділяють її зі станицею Вешенської. Антиповський бір складається з 1 ділянки. Він знаходиться на території кварталів Антиповського дільничного лісництва Шолоховського територіального відділу — лісництва. Стан природоохоронної території задовільний. Площа урочища складає близько 23,3 га, це місце одного із самих старих насаджень сосен на Дону.